# 富士市立大淵中学校
富士市立大淵中学校（ふじしりつおおぶちちゅうがっこう）は、静岡県富士市大淵にある公立中学校。
校地面積31,458m2（うち校舎面積5,667m2、屋体面積2,795m2）。
略称は「大淵」

## 目標
学校教育目標
- 学び合い 自らを高める 大淵の子

学校経営目標
- 「明日、また学校へ行きたい」と言われる学校づくり

重点目標
- 主体的に取り組む生徒

## 沿革
- 1947年 （昭和22年）- 4月1日 - 大淵村立大淵中学校設立認可申請 許可[2]
- 1955年 （昭和30年）- 4月1日 - 大淵村と吉原市合併により吉原市立大淵中学校と改称
- 1957年 （昭和32年）- 4月22日 - 校歌・校旗・校章 制定
- 1962年 （昭和37年）- 4月22日 - 給食室完成（同年7月2日 学校給食開始）
- 1966年 （昭和41年）- 11月1日 - 吉原市・富士市・鷹岡町合併により富士市立大淵中学校と改称
- 1972年 （昭和47年）- 3月13日 - 体育館兼講堂完成（同年5月2日 体育館兼講堂落成式挙行）
- 1975年 （昭和50年）- 7月1日 - プール完成竣工式
- 1995年 （平成7年）- 4月20日 - 重層構造屋内運動場落成記念式

## 進学元小学校
- 富士市立大淵第一小学校[4]
- 富士市立大淵第二小学校[4]

## 生徒数・学級数・職員数
| 生徒数                  | 学級数 | 職員数 |
| ----------------------- | ------ | ------ |
| 389人                   | 17(5)  | 33人   |
| ※カッコ内は特別支援学級 |        |        |

## 通学区域
- 大久保町、大淵町１.２.３、八王子町１.２、八王子本町、穴原町１.２、中野町１.２、落合町、片倉町、三ッ倉町、大富町、次郎長町、境町、城山町、希望ヶ丘、大峯町、富士本中町、富士本西町

## 指定避難所
- 大久保町、大淵町１.２.３、八王子町１.２、八王子本町、中野町２、大富町、次郎長町、城山町、希望ヶ丘[5]